# Thoron metallicus
Thoron metallicus är en stekelart som beskrevs av Alexander Henry Haliday 1833. Enligt Catalogue of Life ingår Thoron metallicus i släktet Thoron och familjen Scelionidae, men enligt Dyntaxa är tillhörigheten istället släktet Thoron och familjen gallmyggesteklar. Arten är reproducerande i Sverige. Inga underarter finns listade i Catalogue of Life.